# Antar Jahja
Antar Yahia (arabul: عنتر يحيى; Mulhouse, 1982. március 21. –) francia születésű algériai labdarúgó, a francia másodosztályú Angers SCO hátvédje.